# Truly Madly Completely: The Best of Savage Garden
Truly Madly Completely: The Best of Savage Garden är ett samlingsalbum, innehållande låtar av popbandet Savage Garden. Albumet utgavs den 1 november 2005. Förutom flera "Savage Garden-klassiker" innehöll den även fem B-sidor och två stycken låtar av Darren Hayes. Den innehöll även en DVD med flera musikvideor och en dokumentärfilm.

## Låtförteckning
1. "I Want You" – 3:53
2. "I Knew I Loved You" – 4:11
3. "To the Moon and Back" – 5:42
4. "Hold Me" – 4:52
5. "Santa Monica" – 3:36
6. "Crash and Burn" – 4:42
7. "Break Me Shake Me" – 3:25
8. "Truly Madly Deeply" – 4:39
9. "The Animal Song" – 4:39
10. "Affirmation" – 4:58
11. "So Beautiful" (Darren Hayes) – 4:58
12. "California" (Darren Hayes) – 6:00
13. "I Don't Care" – 5:05
14. "I'll Bet He was Cool" – 4:41
15. "Love Can Move You" – 4:47
16. "Fire Inside the Man" – 4:11
17. "This Side of Me" – 4:11

## DVD-versionens låtförteckning
1. "I Want You"
2. "To The Moon and Back"
3. "Truly Madly Deeply" (USA-versionen)
4. "Break Me Shake Me"
5. "I Knew I Loved You"
6. "Crash and Burn"
7. "Hold Me"
8. "Parallel Lives" (dokumentär)